# اندرو یوتینگ
اندرو یوتینگ (انگلیسی: Andrew Utting؛ زادهٔ ۹ سپتامبر ۱۹۷۷) بازیکن بیسبال اهل استرالیا است.